# Себрова Ірина Федорівна
Ірина Федорівна Себрова (12 (25) грудня 1914 — 5 квітня 2000) — радянська військова льотчиця, в роки Другої світової війни — командир ланки 46-го гвардійського нічного бомбардувального авіаційного полку, гвардії лейтенант. Герой Радянського Союзу (1945).

## Життєпис
Народилася 25 грудня 1914 року в селі Тетяківці Новоприборної волості Веньовського повіту Тульської губернії Російської імперії (нині — Новомосковського району Тульської області Росії). Росіянка.
У 1927 році закінчила 5 класів школи. З 1930 року мешкала в Москві. Після закінчення у 1933 році школи ФЗУ працювала слюсарем з ремонту зшивальних машин і змінним майстром на Московській картонажній фабриці. Закінчила 2 курси вечірнього відділення Московського борошномельного технікуму.
У 1939 році закінчила Бауманський аероклуб Москви, у 1940 році — Херсонську льотну школу Тсоавіахіму. Протягом 1940—1941 року була льотчиком-інструктором Фрунзенського аероклубу Москви.
До лав РСЧА призвана по мобілізації ЦК ВЛКСМ у жовтні 1941 року. У лютому 1942 року закінчила курси льотчиків при Енгельській військовій авіаційній школі пілотів. У діючій армії — з 27 травня 1942 року: пілот, командир авіаційної ланки 588-го (з лютого 1943 року — 46-го гвардійського) нічного бомбардувального авіаційного полку. Воювала на Південному, Закавказькому, Північно-Кавказькому, 2-у Білоруському фронтах. Член ВКП(б) з 1942 року.
Всього за роки війни здійснила 1000 нічних бойових вильотів на літакові По-2 із бойовим нальотом 1242 години.
Після закінчення війни провжувала військову службу у частинах ВПС Північної групи військ (Польща): старший авіамеханік, старший авіатехнік, старший технік-конструктор. У серпні 1948 року гвардії старший лейтенант І. Ф. Себрова вийшла у запас.
Протягом 1961—1967 років працювала комплектувальницею експериментально-виробничих майстерень Московського авіаційного інституту.
Мешкала в Москві, де й померла 5 квітня 2000 року. Похована на кладовищі «Ракитки».

## Нагороди
Указом Президії Верховної Ради СРСР від 23 лютого 1945 року «за зразкове виконання бойових завдань командування на фронті боротьби з німецькими загарбниками та виявлені при цьому відвагу і героїзм», гвардії лейтенантові Себровій Ірині Федорівні присвоєне звання Героя Радянського Союзу з врученням ордена Леніна і медалі «Золота Зірка» (№ 4856).
Нагороджена також трьома орденами Червоного Прапора (19.10.1942, 26.04.1944, 15.06.1945), орденами Вітчизняної війни 1-го (11.03.1985) та 2-го (27.04.1943) ступенів, Червоної Зірки (08.10.1943) і медалями.

## Вшанування пам'яті
Ім'ям Ірини Себрової названо вулицю в селі Гремячому Новомосковського району Тульської області.